# 주민돈
주민돈(朱敏暾, 1968년 3월 15일 ~ )은 대한민국의 제8대 경상남도 의령군의원이다.

## 학력
- 갑을국민학교 졸업
- 의령중학교 졸업
- 의령종합고등학교 보통과 졸업
- 창신대학 토목과 졸업

## 경력
- 갑을골 번영회 사무국장
- 갑을골 번영회 감사
- 가례면 청년회 회장
- 가례면 체육회 사무국장
- 가례면 자원봉사회 회장
- 의병제전위원회 위원
- 새마을지도자 경상남도 의령군 협의회 회장
- 의령군 체육회 이사
- 의령군 발전협의회 회장
- 재향군인회 가례면 회장
- 의령경찰서 발전위원회 위원
- 바르게살기운동 의령군협의회 이사
- (사)청렴코리아 의령군 가례면 위원장
- 경남 서부권발전 의령군 협의회 가례면 위원장
- 2020.04 ~ 2022.06 제8대 경상남도 의령군의회 의원
  - 2020.04 ~ 2020.07 제8대 경상남도 의령군의회 전반기 자치행정위원회 위원
  - 2020.04 ~ 2020.07 제8대 경상남도 의령군의회 전반기 예산결산특별위원회 위원장
  - 2020.07 ~ 2022.06 제8대 경상남도 의령군의회 후반기 의회운영위원회 위원
  - 2020.07 ~ 2022.06 제8대 경상남도 의령군의회 후반기 자치행정위원회 위원
- 2022.07 ~ 제9대 경상남도 의령군의회 의원
  - 2022.07 ~ 제9대 경상남도 의령군의회 전반기 자치행정위원회 위원장

## 수상
- 의령군수 4회 표창

## 역대 선거 결과
|  | 21.95% |

|  | 51.56% |

|  | 39.45% |